# Cheetah Chrome
Eugene "Gene" O'Connor, soprannominato Cheetah Chrome (Cleveland, 18 febbraio 1955), è un musicista statunitense, conosciuto soprattutto per avere suonato la chitarra nel gruppo punk rock Dead Boys negli anni settanta.

## Carriera

### Rocket from the Tombs
Il gruppo fu formato nel 1974 dal giornalista del The Scene David Thomas, che allora utilizzava il nome d'arte Crocus Behemoth. Dopo molti cambi di formazione Thomas incontrò il chitarrista e compositore Peter Laughner dei Cinderella Backstreet. Ai due musicisti si unirono presto O'Connor, il bassista Craig Bell e il batterista Johnny "Madman" Madansky. Grazie ad uno stile musicale influenzato da Stooges e Lou Reed il complesso si fece rapidamente un nome nella scena di Cleveland, aprendo anche per gruppi come gli Iron Butterfly. Tuttavia il gruppo ebbe breve vita, in parte perché i componenti non sopportavano lo stile di canto di Thomas, in parte perché quest'ultimo e Laughner tendevano sempre più verso l'art rock. Per risolvere il problema del cantante fu ingaggiato Stiv Bators, ma la nuova formazione non durò molto. Laughner intanto conobbe Lester Bangs e si trasferì a New York per lavorare a Creem e per seguire la nascente scena punk della Grande Mela. Impressionato dalla musica di Television e Patti Smith tornò a Cleveland, ma trovò la band ancora divisa sulla direzione musicale da intraprendere. Poche settimane dopo il complesso si sciolse
Quando i RFTT si sciolsero, O'Connor e Madansky si unirono al cantante Stiv Bators per formare i Frankenstein, che in seguito cambiarono nome in Dead Boys, mentre Laughner e Thomas formarono i Pere Ubu con il bassista Tim Wright (ex tecnico audio dei Rocket From The Tombs).
Entrambi i gruppi usarono canzoni già scritte o suonate dai Rocket From The Tombs come parte dei loro repertori: i Dead Boys utilizzarono Ain't It Fun, What Love Is, Down in Flames, Caught With the Meat in Your Mouth e Sonic Reducer, mentre i Pere Ubu reinterpretarono Final Solution, Life Stinks e 30 Seconds Over Tokyo.

### Dead Boys
Arrivati a New York su incoraggiamento di Joey Ramone, il cantante dei Ramones, i Dead Boys guadagnarono velocemente notorietà in virtù delle loro scatenate ed oltraggiose esibizioni dal vivo. Fecero epoca le prestazioni grezze e provocatorie e gli atteggiamenti fuori dal normale e fortemente autolesionisti del cantante Stiv Bators (grande fan di Iggy Pop e del suo "stile selvaggio") e gli assoli al fulmicotone del chitarrista Cheetah Chrome. Ormai padroni di una reputazione di deviati del rock, i quattro Dead Boys portarono all'estremo le direttive della prima ondata del punk statunitense: il rock rozzo, veloce, e frastornante dei Ramones, l'aria da pervertiti dei New York Dolls, la depressione esistenziale dei Television e il look "stracciato" alla Richard Hell. Il gruppo divenne così sinonimo di violenza allo stato puro, secondo quelli che stavano emergendo come i tratti salienti del punk di matrice britannica cha arrivava da oltreoceano. Suonarono spesso nel leggendario Rock Club di New York, il CBGB, e nel 1977 uscì il loro primo album, Young, Loud and Snotty, prodotto da Genya Ravan. La canzone che apre il disco, Sonic Reducer, viene spesso indicata ancora oggi come uno dei classici del genere punk rock, considerata "uno dei più grandi inni punk mai scritti".

#### Scioglimento
Dopo la produzione di un secondo album di scarso successo, We Have Come for Your Children (1978), la Sire Records, etichetta produttrice dei Dead Boys, obbligò il gruppo a cambiare il proprio look ed il sound per addolcire un po' la loro proposta musicale e renderla più appetibile commercialmente per il pubblico americano che ancora non seguiva il punk come in Inghilterra già avveniva, e fu anche per questo motivo che la band si sciolse nel 1979. Svariate loro esibizioni del 1979 sono visibili nel film del 1980 intitolato D.O.A.: A Rite of Passage. Qualche mese dopo lo scioglimento del gruppo, la band fu costretta a riunirsi occasionalmente per incidere un album dal vivo e tener fede ai propri obblighi contrattuali. Per vendicarsi sulla Sire Records, Stiv Bators cantò intenzionalmente fuori dal microfono, e le registrazioni non poterono essere utilizzate. Quando nel 1981 il materiale finalmente emerse su etichetta Bomp! Records, Bators ri-registrò le tracce vocali in studio.
A seguito dello scioglimento dei Dead Boys, Cheetah Chrome suonò a New York City (per lo più al Max's Kansas City) esibendosi con il gruppo degli Stilettos, e anche con la sua propria band Cheetah Chrome and the Casualties. Registrò un singolo per la ORK Records, Still Wanna Die/Take Me Home, prodotto dal cofondatore della Atlantic Records Herb Abramson. Poco tempo dopo, suonò nell'album solista di debutto di Ronnie Spector intitolato Siren. Successivamente apparve in diverse registrazioni durante gli anni ottanta, come "Cheetah Chrome and the Ghetto Dogs" (il brano Get Hip) e in I Kill Me di Jeff Dahl (Sympathy For The Record Industry).

#### Reunion
I Dead Boys tornarono insieme per effettuare diversi concerti durante gli anni ottanta. Nel 1989 la band ri-pubblicò il loro epocale album di debutto Young, Loud and Snotty del 1977 in versione "più dura" e con un mixaggio più grezzo reintitolandolo Younger, Louder and Snottier. Il nuovo mix fu ricavato da un nastro a cassetta di un primo mixaggio preliminare delle sessioni originarie, attribuito al giovane Bob Clearmountain, all'epoca assistente di studio. La morte di Bators nel 1990 mise la parola fine ai futuri progetti della band.

### Reunion RFTT
Nel 2003 i Rocket from the Tombs si riformarono con i componenti originali Thomas, Chrome e Bell, insieme a Richard Lloyd (chitarra), e Steve Mehlman (batteria).
Il 10 giugno 2003 suonarono il loro primo concerto live in radio nel programma di Brian Turner su WFMU. Nel 2004, la Smog Veil Records pubblicò Rocket Redux, contenente le canzoni originali suonate live dalla formazione del 2003.
Nel 2006 Thomas ha annunciato che la band si era nuovamente riunita, e nello stesso anno i RFFT girarono gli USA in tour. Nel 2009 il gruppo ha contribuito all'album di Mark Mulcahy Ciao My Shining Star, mentre nel 2010 ha pubblicato il nuovo singolo I Sell Soul.